# Моя (Куенка)

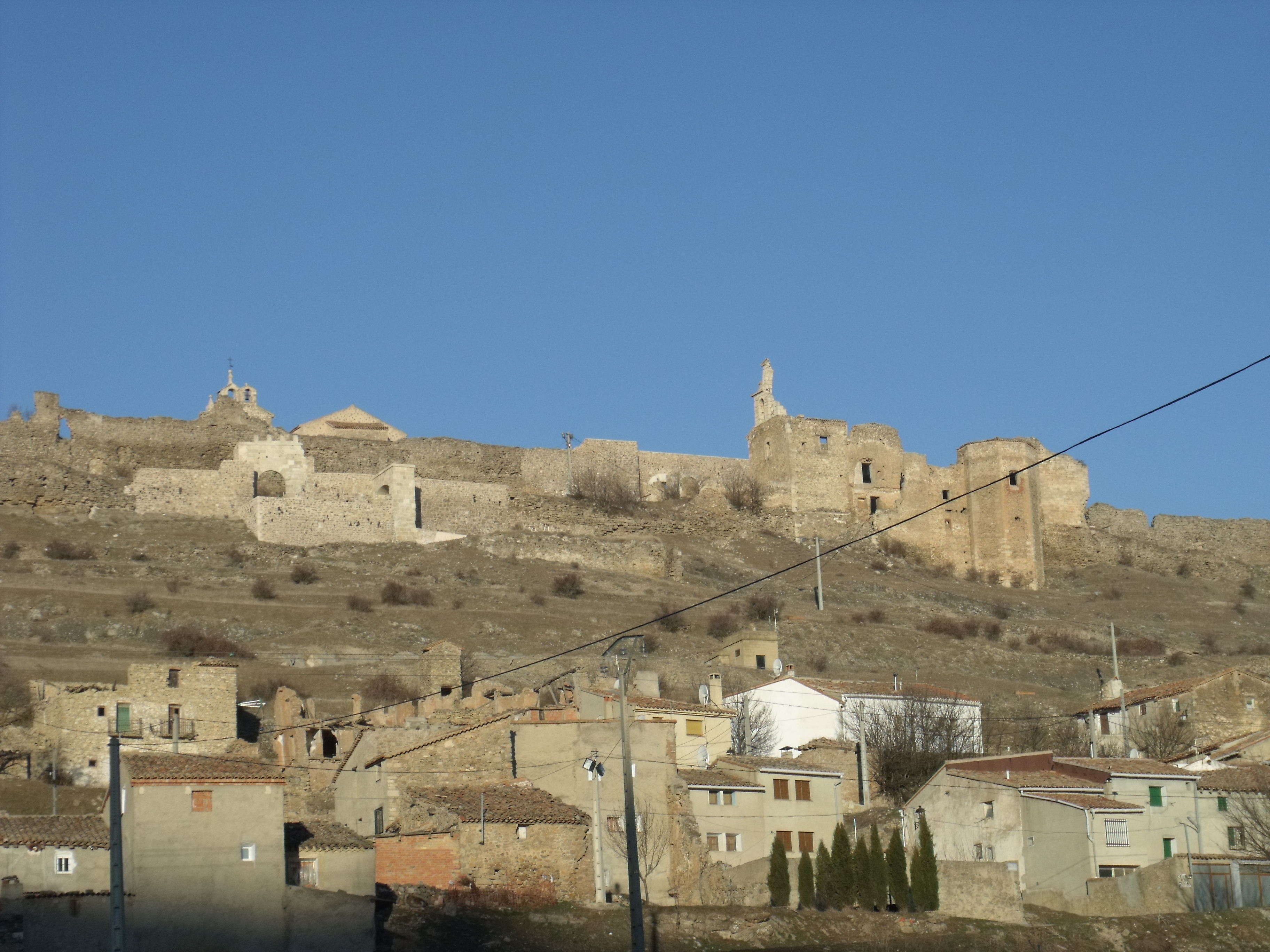

Моя (ісп. Moya) — муніципалітет в Іспанії, у складі автономної спільноти Кастилія-Ла-Манча, у провінції Куенка. Населення — 194 особи (2010).
Муніципалітет розташований на відстані близько 210 км на схід від Мадрида, 65 км на схід від Куенки.
На території муніципалітету розташовані такі населені пункти: (дані про населення за 2010 рік)
- Ель-Аррабаль: 9 осіб
- Лос-Уертос: 37 осіб
- Моя: 0 осіб
- Педро-Іск'єрдо: 47 осіб
- Санто-Домінго-де-Моя: 101 особа

## Демографія
Динаміка населення (INE ):